# توني فيغيرا
توني فيغيرا (بالإسبانية: Tony Figueira) هو لاعب كرة قدم فنزويلي في مركز الوسط، ولد في 1 أغسطس 1981 في كاراكاس في فنزويلا. لعب مع نادي ماريتيمو.